# Talnique
Talnique es un distrito del municipio de La Libertad Oeste, perteneciente al departamento de La Libertad, El Salvador. Tiene una población de 5 596 habitantes según el censo salvadoreño de 2024.
| Censo | Población | Cambio | Porcentaje |
| ----- | --------- | ------ | ---------- |
| 2007  | 8 254     | N/D    | N/D        |
| 2024  | 5 596     | -2 658 | -32.2%     |

## Historia
La localidad es de origen precolombino. El año 1550 su población era de unos 550 habitantes. 
De acuerdo a la relación geográfica hecha en 1740 por el alcalde mayor de San Salvador, Manuel de Gálvez Corral, el pueblo de San Luís Talniltepeque tenía 55 indios tributarios, sus actividades económicas eran el cultivo de maíz y algodón y la crianza de gallinas. En 1770, de acuerdo con Pedro Cortés y Larraz, había unos 220 moradores. Para 1786 pertenecía al Partido de Opico. En la época republicana perteneció al departamento de San Salvador (1824-1835), Cuscatlán (1835-1842), nuevamente San Salvador (1842), y desde 1865 pertenece a La Libertad. 
De acuerdo con la estadística del departamento de La Libertad hecha por el gobernador José López en el 23 de mayo de 1865, tenía una población de 198 personas.
En 1890 tenía 1040 habitantes.
En el 2 de enero de 1940, la Asamblea Nacional Legislativa, por el decreto número 109, declaró carretera nacional el camino vecinal que partió de la población de Talnique, pasaba al sur por el cantón San Carlos y encontraba con la carretera nacional que unió la ciudad de Santa Tecla (antes Nueva San Salvador) con Teotepeque y las demás poblaciones de la Costa del Bálsamo. El decreto fue ratificado por el dictador Maximiliano Hernández Martínez en el 3 de enero.

## Información general
El distrito tiene un área de 59,04 km², y la cabecera una altitud de 970 m s. n. m. Las fiestas patronales se celebran en el mes de agosto en honor a San Luis Rey de Francia. El topónimo Talnique significa "Cerro de los talnetes", o "Lugar de las avispas de la tierra". A través de los años la localidad ha sido conocida como Terlinquetepeque (1548), San Luis Talnitepeque )(1740), Talniquetetet (1770), y Talnique (1807).